# Galeazzo II Visconti
Galeazzo II Visconti, född 1320, död 1378, var härskare över Milano från 1350 till 1378. 